# Woo Jeong Sin
Woo Jeong Sin (Budapest, 19 febbraio 1970) è una doppiatrice sudcoreana.
Soprattutto doppia i protagonisti (femminili o maschili) degli anime giapponesi che vengono distribuiti nella Corea del Sud.

## Filmografia (parziale)

### Animazione giapponese
- Nausicaä della Valle del vento (Sumi Shimamoto)
- Wedding Peach - I tanti segreti di un cuore innamorato (Yuka Imai)
- Akazukin Chacha (Junko Ohtsubo)
- Animal yokochō (Erika)
- ARIA (Erino Hazuki)
- Inuyasha (Hōko Kuwashima)
- Card Captor Sakura ( Ryōka Yuzuki )
- Kobato. ( Kana Hanazawa )
- Ragazze di successo ( Mana Ogawa )
- Saiunkoku Monogatari ( Houko Kuwashima)
- La malinconia di Haruhi Suzumiya ( Minori Chihara  )
- La città incantata (Takehiko Ono)
- A Certain Magical Index ( Rina Satō )
- Digimon Frontier ( Junko Takeuchi )
- Bamboo Blade ( Ryō Hirohashi )
- Pocket Monsters Advanced Generation ( Megumi Hayashibara) 2 generazioni
- Pocket Monsters Diamond & Pearl ( Megumi Hayashibara)
- È un po' magia per Terry e Maggie ( Nariko Fujieda )
- Detective Conan ( Megumi Hayashibara )
- Il cuore di Cosette ( Kaori Nazuka)
- Rozen Maiden ( Natsuko Kuwatani)

### Animazione coreana
- Turuturutu Narongi ( Ukkya , Tori)
- Koaegeol Rongmaen Narongi ( Ukkya , Tori)
- Aqualuna (Principessa)

### Animazione estera
- Winx Club ( Letizia Ciampa)
- Teen Titans ( Tara Strong)

- Arthur ( Daniel Brochu)

### Film
- The Island ( Scarlett Johansson)
- E.T. - L'extra-terrestre (Drew Barrymore)

## Videogiochi
- Elsword (Eve)